# Helmuth Kanter
Helmuth Kanter (* 20. September 1891 in Königsberg (Ostpreußen); † 8. Januar 1976 in Marburg (Lahn)) war ein deutscher Geograph.

## Leben
Der Offizierssohn Kanter studierte Medizin und Naturwissenschaften in München, Marburg, Berlin, Rostock und Hamburg. Von 1914 bis 1919 leistete er Kriegsdienst, u. a. als Feldhilfsarzt. Nach dem medizinischen Staatsexamen (1919) wurde er 1921 an der Universität Hamburg zum Dr. med. promoviert. 1922 folgte eine zweite Promotion zum Dr. rer. nat. in Hamburg. 1923/24 reiste Kanter als Schiffsarzt nach
Niederländisch-Indien, Ostasien und Südamerika. In den folgenden Jahren war Kanter, ein Schüler und Neffe Siegfried Passarges, als Assistent am Geographischen Seminar der Universität Hamburg tätig. Zum 1. Dezember 1931 trat er in die NSDAP ein (Mitgliedsnummer 856.904), und im November 1933 unterzeichnete er das Bekenntnis der deutschen Professoren zu Adolf Hitler. 1932 wurde er zum nichtbeamteten a.o. Professor in Hamburg ernannt, 1938 an die Universität Marburg als ordentlicher Professor für Geographie berufen, dort aber 1945 entlassen. 1958 erhielt er den Lehrstuhl zurück und wurde 1959 emeritiert.

## Schriften
- Die Verbreitung der im Menschen parasitierenden Trematoden. Hamburg 1921 (Med. Diss.)
- Der Löß in China, Hamburg (Diss.) 1922, ISBN 978-3-11-117263-7
- Kalabrien, Hamburg 1930
- Libyen: Eine geograph.-medizinische Landeskunde, 1967, ISBN 978-3-540-03925-9